# アイ・モール三好
アイ・モール三好（アイ・モールみよし）は、愛知県みよし市にある、イオンリテール株式会社運営のショッピングセンターである。

## 概要
愛知県内の主要都市である名古屋市と豊田市の中間地点にあるみよし市に位置しており、これらの都市を結ぶ国道153号沿いに立地している。2015年現在、周辺の東郷町とともに人口、世帯数が増加傾向にあり、半径5キロメートルで約15万人、10キロメートルで約86万人の商圏人口を擁する。そのため、近隣にはイオンモール大高やアピタ長久手店、イオンモール長久手、プライムツリー赤池、ららぽーと愛知東郷、T-FACE、ベイシア三好店といった競合店も多数存在する。また、1.5km以内の位置にはフィール三好店も所在し、競合する。
アイ・モール三好は、三好町（2010年市制施行、現・みよし市）、独立行政法人中小企業基盤整備機構と地元商業者の出資による第三セクター「三好商業振興株式会社」が運営するいわゆる「地元主導型SC」として開業し、三好商業振興株式会社が専門店街を、新商業都市株式会社が核店舗と大型専門店（トイザらス、MOVIX 三好など）を管理していたが、2018年に三好商業振興株式会社は解散した。その後、イオンリテールが運営を引き継ぎ、今に至る。
アイ・モール三好が開業する以前、当時の三好町（2010年市制施行）内には大規模な商業施設が無く、住民は隣接する豊田市のジャスコ豊田店や日進市、刈谷市などへ買い物に出かけることが多かった。アイ・モール三好の開業後は、三好町のみならず周辺市町からも買い物客が訪れるようになった。
現在は、近隣にプライムツリー赤池やららぽーと愛知東郷が開業しているが、地域最大級の映画館があることなどから、客足は衰えていない。
SC名称の「i・MALL（アイ・モール）」の「i」は「愛」や「出会い」、「ふれあい」などの「あい」が重なり「藹藹（あいあい）」、すなわち人の気持ちが穏やかになる様子を表している。また、いつまでも愛し、いつまでも愛されるSCであってほしいとの願いが込められている。SC名称については、現在公式サイト上や日本ショッピングセンター協会の資料では「イオン三好ショッピングセンター」の名称が用いられており、大規模小売店舗立地法に基づく届け出では2004年時点、2023年時点で「三好町ショッピングセンター」の名称が用いられている。

## MOVIX三好
アイ・モール三好の西棟3階内に、SC開業と同時にテナントとしてオープンしたシネマコンプレックス。近隣のTOHOシネマ赤池（プライムツリー赤池）よりも収容人数が多く、地域最大級の映画館である。営業時間は9:30 - 24:00。
| スクリーン | 定員（座席数） | 車椅子席 | 備考 |
| ---------- | -------------- | -------- | ---- |
| 1          | 332            | 2        |      |
| 2          | 110            | 4        |      |
| 3          | 110            | 2        |      |
| 4          | 124            | 2        |      |
| 5          | 124            | 2        |      |
| 6          | 124            | 2        |      |
| 7          | 92             | 2        |      |
| 8          | 104            | 2        |      |
| 9          | 228            | 2        |      |
| 10         | 519            | 3        |      |
| 11         | 155            | 2        |      |
| 12         | 201            | 2        |      |

## 沿革
当SC開業に至る発端となったのは、1988年（昭和63年）に発足した研究会であるが、大規模な開発であることから用地の用途変更に時間を要したことと、地権者との交渉に難航したため開業まで12年の年月を要した。
研究会の発足当時、日本国内におけるSCの主流は箱型店舗であり、専門店は総合スーパー（GMS）を補完するに過ぎない立ち位置であったが、アメリカの事例などから今後は専門店主体のSCが主流になると予測し、モール型SCを採用した。核店舗の選定については、約10社でコンペティションを実施したが、当時の幹部と面識があったことと、モール型SCの運営実績からジャスコ（現在のイオン）が有力とされ、ジャスコが核店舗として出店した。

### 年表
- 2000年（平成12年）10月28日 - ジャスコ三好店を核店舗として開業[1]。
- 2011年（平成23年）3月1日 - イオングループによるGMS事業再編のため「ジャスコ三好店」が「イオン三好店」に改称。
- 2017年（平成29年）
  - 10月29日 - 「ユニクロ アイ・モール三好店」が閉店[11]。
  - 12月29日 - 「ニトリデコホーム アイ・モール三好店」が開店[12]。
- 2018年（平成30年）10月31日 - 専門店街を運営する三好商業振興株式会社が解散[10]。
- 2020年（令和2年） - リニューアルオープン[13]。
- 2024年（令和5年）
  - 4月26日 - 「無印良品 アイ・モール三好」が開店[14]。
  - 7月 - イオン三好店がリニューアルオープン。
  - 7月24日 - みよし市とイオンリテール株式会社で「気候変動適応法に基づく指定暑熱避難施設に係る協定」を締結し、当SCをクーリングシェルター（指定暑熱避難施設）に指定[15]。

## フロアとテナント

### フロア概要
核店舗のイオン三好店と66の専門店で構成される。
| 階  | フロア概要                                                                                |
| --- | ----------------------------------------------------------------------------------------- |
| R階 | 屋上駐車場                                                                                |
| 3階 | 屋内駐車場・MOVIX三好                                                                     |
| 2階 | イオン直営売場・専門店街・フードコート(PICNIC TERRACE)                                    |
| 1階 | イオン直営売場・専門店街・レストラン街(Lake Walk）・フード専門店エリア(LAKE SIDE KITCHEN) |

### テナント
出店テナント全店の一覧・詳細情報は公式サイト「ショップリスト」「フロアガイド」を、営業時間は公式サイト「営業時間のご案内」を参照。

## アクセス
名鉄バス
- 名鉄三河線 豊田市駅
  - 新屋経由 赤池駅行きで20分（バス停は敷地外）
- 名古屋市営地下鉄鶴舞線・名鉄豊田線 赤池駅
  - 新屋経由 豊田市行きで25分（バス停は敷地外）
- 名古屋市営地下鉄鶴舞線・名鉄豊田線 赤池駅
  - 諸輪経由 イオン三好店アイモール前行きで35分
- 名鉄名古屋本線・三河線 知立駅
  - 名鉄バス愛知教育大・三好経由 イオン三好店アイモール前行きで40分

さんさんバス
- 名鉄豊田線 三好ヶ丘駅
  - さんさんバス拠点連携線「いいじゃんライン」みよし市民病院行きで32分
  - さんさんバス三好黒笹線「さつきライン」イオン三好 アイ・モール行きで55分
- 名鉄豊田線 黒笹駅
  - さんさんバス三好黒笹線「さつきライン」イオン三好アイ・モール行きで72分

自動車
- 東名高速道路 東名三好ICから愛知県道54号豊田知立線経由で車で約10分。
- 国道153号（豊田西バイパス）沿い。